# Gerco Schröder
Gerco Schröder, né le 28 juillet 1978, est un cavalier néerlandais de saut d'obstacles.
Il est vice-champion olympique par équipe et en individuel aux Jeux olympiques de Londres,. Il occupe la 8e place de la FEI Longines Ranking List en novembre 2013.

## Biographie
Gerco Schröder est né le 28 juillet 1978 à Tubbergen, aux Pays-Bas. Enfant, il voulait devenir fermier comme son père, mais ses frères ont insisté pour qu'il fasse du poney. Il accepte d'essayer pendant un mois, jusqu'au Championnats du centre équestre où il était inscrit. Gerco termine 3e du concours et décide de continuer l'équitation. A 15 ans, il part s'entraîner à Dinteloord pendant deux ans. En 1996, il décroche la médaille d'or par équipe au Championnat d'Europe Junior de Predazzo avec Calypso. Il s'installe ensuite à Lochem, dans les écuries du groupe immobilier Eurocommerce. Avec Eurocommerce Genève, il est double Champion d'Europe en individuel et par équipe aux Championnats d'Europe de Müchwilen, en Belgique.
En 2000, il est le premier cavalier de saut d'obstacles à obtenir le prix "Rabo Talent of the Year", une récompense décernée par Rabobank au meilleur cavalier néerlandais. Il obtient ses premières qualifications en Coupes des nations avec l'équipe néerlandaise. En 2004, il participe aux Jeux olympiques d'Athènes avec Eurcommerce Monaco et termine à la 4e place par équipe. Les sélections en Championnats s'enchaînent : Championnat d'Europe à San Patrignano en 2005 et à Mannheim en 2007, Championnat du monde à Aix-la-Chapelle en 2006... Dans ces deux derniers championnats, l'équipe néerlandaise décroche la médaille d'or. Grâce à l'important piquet de chevaux assuré par son partenariat avec Eurocommerce, Gerco arrive à être régulier sur le circuit Coupe du monde et Global Champions Tour, ce qui lui permet de se faire une place parmi les meilleurs mondiaux. Il remporte son premier Grand Prix 5* avec Eurocommerce Milano, lors de l'étape Coupe du monde d'Oslo en octobre 2005.
En 2011, il remporte le Grand Prix du Global Champions Tour de Rio de Janeiro avec Eurocommerce London, puis deux semaines plus tard, il obtient la 4e place en individuel et par équipe aux Championnats d'Europe de Madrid avec Eurocommerce New Orleans. En juin 2012, il remporte son deuxième Grand Prix Global Champions Tour à Cannes avec Eurocommerce London. C'est avec cet étalon BWP de 10 ans qu'il a participé aux Jeux olympiques de Londres. Il obtient la médaille d'argent par équipe et en individuel. Malheureusement, après ces Jeux Olympiques, les soucis financiers rencontrés par la société Eurocommerce depuis plusieurs mois refont surface. Eurcommerce London a été saisi en Grande-Bretagne avant qu'il ne puisse rejoindre les écuries de son cavalier et placé chez Ben Maher en attendant une éventuelle vente. Une douzaine de chevaux ont ainsi été saisis malgré les nombreuses ventes effectuées ses derniers mois.
Malgré ces difficultés juridiques, Gerco continue de monter London en concours. Ensemble, ils prennent la 2e place de la finale du Global Champions Tour à Abu Dhabi en octobre 2012. En mars 2013, le couple remporte le Grand Prix du CSI-5* de Doha. London et Gerco réussissent sur le circuit du Global Champions Tour puisqu’ils prennent la troisième place du Grand Prix de Valkenswaard en août 2013 puis ils remportent celui de Vienne le mois suivant.

## Palmarès mondial
Ses principaux résultats en compétitions : 
- 1996 : Médaille d'or par équipe aux Championnats d'Europe Junior de Predazzo (Italie)avec Calypso
- 1997 : Médaille d'argent par équipe aux Championnats d'Europe Jeunes Cavaliers de Moorsele (Belgique) avec Interest
- 1999 : Médaille d'or individuelle et par équipe aux Championnats d'Europe Jeunes Cavaliers de Müchwilen (Suisse) avec Genève
- 2005 : 
  -  Médaille de bronze par équipe aux Championnats d'Europe de San Patrignano (Italie) avec Eurocommerce Monaco 

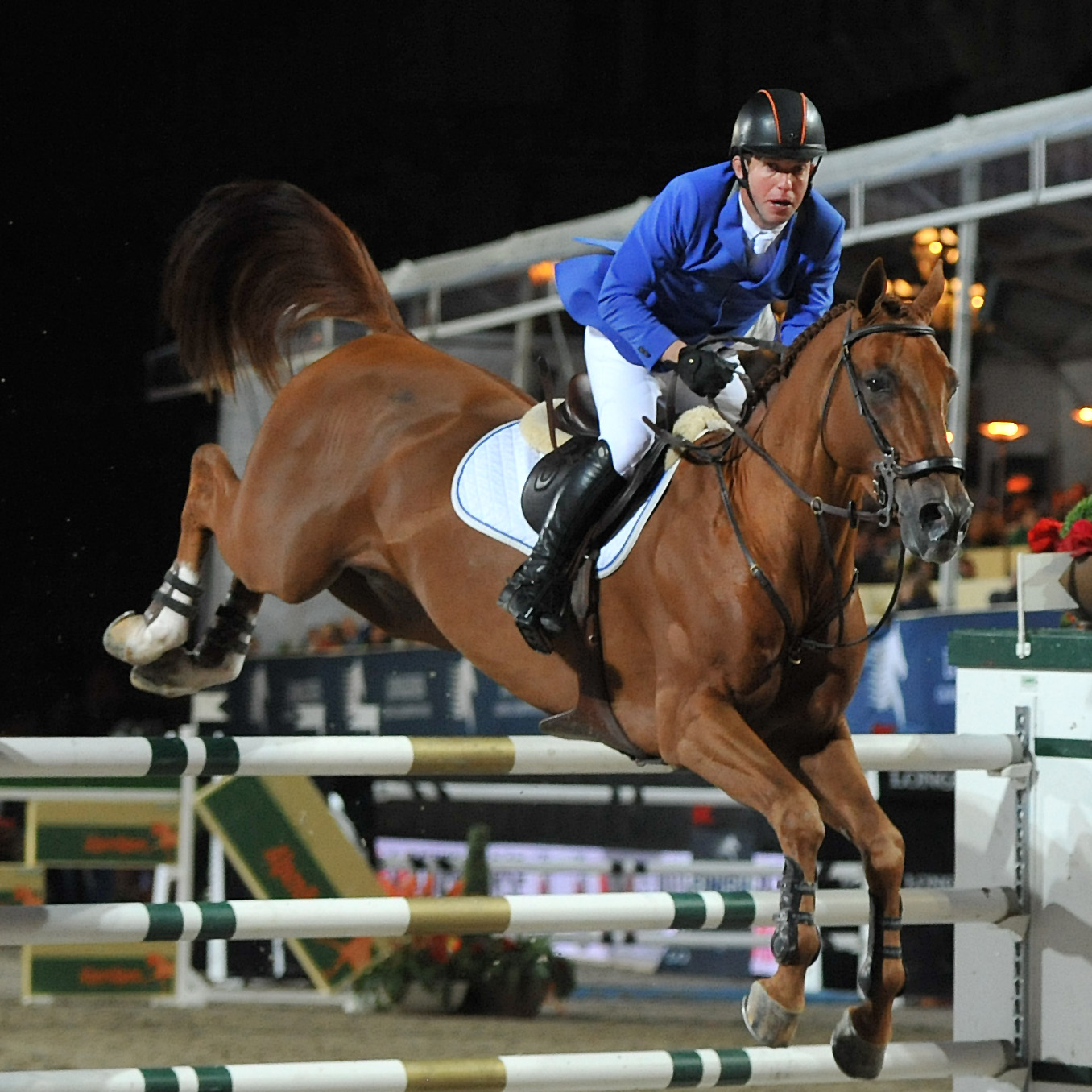
Gerco Schröder et London lors de leur victoire dans le GCT de Vienne 2013

  -  Vainqueur du Grand Prix Coupe du monde d'Oslo (Italie) avec Eurocommerce Monaco 
  - 2e du Grand Prix Coupe du monde de Bois-le-Duc (Pays-Bas) avec Eurocommerce Monaco
- 2006 : 
  -  Médaille d'or par équipe et 5e en individuel aux Jeux équestres mondiaux d'Aix-la-Chapelle (Allemagne) avec Eurocommerce Berlin 
  -  Vainqueur du Grand Prix Coupe du monde de Vérone (Italie) avec Eurocommerce Milano 
  - 2e du Grand Prix Coupe du monde d'Helsinki (Finlande) avec Eurocommerce Milano
  - 8e de la Finale Coupe du monde de Kuala Lumpur (Malaisie) avec Eurocommerce Milano
- 2007 : 
  -  Médaille d'or par équipe aux Championnats d'Europe de Mannheim (Allemagne) avec Eurocommerce Berlin 
  - 15e de la Finale Coupe du monde de Las Vegas (États-Unis) avec Eurocommerce Milano
- 2008 : 
  -  Vainqueur du Grand Prix Coupe du monde de Bordeaux avec Eurocommerce Milano 
  - 2e du Grand Prix Coupe du monde d'Amsterdam (Pays-Bas) avec Eurocommerce Monaco
  -  Vainqueur du Grand Prix Coupe du monde d'Helsinki (Finlande) avec Eurocommerce Milano
- 2009 :
  - 2e du Grand Prix Coupe du monde de Leipzig (Allemagne) avec Eurocommerce Milano
  - 16e du Grand Prix du Global Champions Tour de Valkenswaard (Pays-Bas) avec Eurocommerce New Orleans
  - 4e du Grand Prix Coupe du monde de Bordeaux avec Eurocommerce Milano
- 2010 :Gerco Schröder et London lors de leur victoire dans le GCT de Vienne 2013
  - 2e du Grand Prix Coupe du monde de Lyon avec Eurocommerce New Orleans
  - 5e du Grand Prix Arena lors du Global Champions Tour de Valkenswaard (Pays-Bas) avec Eurocommerce London
- 2011 : 
  - 4e en individuel et par équipe aux Championnats d'Europe de Madrid (Espagne) avec Eurocommerce New Orleans
  -  Vainqueur du Grand Prix Global Champions Tour de Rio de Janeiro (Brésil) avec Eurocommerce London 
  - 5e du Grand Prix Equidia lors du Global Champions Tour de Chantilly avec Eurocommerce Seattle
- 2012 : 
  -  Vainqueur du Grand Prix Global Champions Tour de Cannes avec Eurocommerce London 
  -   Vice-Champion Olympique en individuel et par équipe aux Jeux olympiques de Londres avec Eurocommerce London 
  - 2e du Grand Prix Global Champions Tour d'Abu Dhabi (Émirats arabes unis) avec Eurocommerce London
  - 6e du classement général du Global Champions Tour 2012
- 2013 :
  - 5e du Grand Prix Coupe du monde de Bois-le-Duc avec New Orleans
  - Vainqueur du Grand Prix du CSI-5* de Doha avec London 
  - 3e du Grand Prix du Global Champions Tour de Valkenswaard avec London
  - Vainqueur du Grand Prix du Global Champions Tour de Vienne avec London